# Гаворт (Нью-Джерсі)
Гаворт (англ. Haworth) — місто (англ. borough) в США, в окрузі Берген штату Нью-Джерсі. Населення — 3343 особи (2020).

## Географія
Гаворт розташований за координатами 40°57′42″ пн. ш. 73°59′51″ зх. д. / 40.96167° пн. ш. 73.99750° зх. д. (40.961713, -73.997437).  За даними Бюро перепису населення США в 2010 році місто мало площу 6,10 км², з яких 5,04 км² — суходіл та 1,07 км² — водойми.

## Демографія
Згідно з переписом 2010 року, у селищі мешкали 3382 особи в 1110 домогосподарствах у складі 962 родин. Було 1136 помешкань
Расовий склад населення:
| - 84,6 % — білих - 11,9 % — азіатів - 1,2 % — чорних або афроамериканців |

До двох чи більше рас належало 1,9 %. Частка іспаномовних становила 4,4 % від усіх жителів.
За віковим діапазоном населення розподілялося таким чином: 28,3 % — особи молодші 18 років, 56,4 % — особи у віці 18—64 років, 15,3 % — особи у віці 65 років та старші. Медіана віку мешканця становила 44,2 року. На 100 осіб жіночої статі у селищі припадало 96,6 чоловіків;  на 100 жінок у віці від 18 років та старших — 92,8 чоловіків також старших 18 років.
Середній дохід на одне домашнє господарство  становив 180 795 доларів США (медіана — 160 526), а середній дохід на одну сім'ю — 199 258 доларів (медіана — 169 013). Медіана доходів становила 97 500 доларів для чоловіків та 69 330 доларів для жінок. За межею бідності перебувало 0,9 % осіб, у тому числі 1,4 % дітей у віці до 18 років та 0,2 % осіб у віці 65 років та старших.
Цивільне працевлаштоване населення становило 1831 осіб. Основні галузі зайнятості: освіта, охорона здоров'я та соціальна допомога — 25,7 %, науковці, спеціалісти, менеджери — 15,3 %, виробництво — 11,0 %, фінанси, страхування та нерухомість — 10,3 %.